# Novobilousivka, Voznesensk
Novobilousivka (în ucraineană Новобілоусівка) este un sat în comuna Dmîtrivka din raionul Voznesensk, regiunea Mîkolaiiv, Ucraina.

## Demografie
Componența lingvistică a localității Novobilousivka
     Ucraineană (89,47%)
     Rusă (10,53%)
Conform recensământului din 2001, majoritatea populației localității Novobilousivka era vorbitoare de ucraineană (89,47%), existând în minoritate și vorbitori de rusă (10,53%).